# Paradoxo de Tolman
Paradoxo de Tolman (também conhecido por teoria do Antitelefone Taquiônico) é um dispositivo hipotético da física teórica que poderia ser usado para enviar sinais para o passado. Tal dispositivo foi imaginado por Richard Chace Tolman em 1917  em uma demonstração de como sinais mais rápidos que a luz podem levar a uma paradoxo de causalidade.

## Hipótese
O exemplo do antitelefone é uma teoria que se destina a demonstrar como uma partícula mais rápida que a velocidade da luz poderia conduzir a violações da causalidade (relação de causa e efeito dos eventos). De acordo com o entendimento atual da física, é impossível elevar a velocidade de uma partícula para além da velocidade da luz, segundo a teoria da relatividade restrita.
Por outro lado, hipoteticamente, poderiam existir partículas que já se encontram em velocidade superior à da luz, chamados de Táquions. Devido à extrema velocidade dos Táquions, não há nenhuma evidência experimental que sugira que eles realmente existam.
Contudo, levando-se em conta as definições da teoria da relatividade, uma partícula mais rápida que a luz poderia se deslocar para trás no tempo, neste caso, a causa precederia seu respectivo efeito criando assim um paradoxo temporal.